# جلوه کن برنز

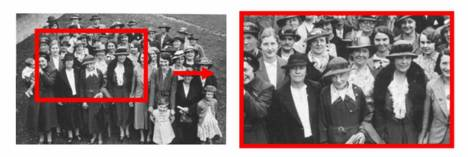
به جای نشان دادن یک عکس ثابت بزرگ در صفحه نمایش، جلوه کن برنز تصویر را برش داده و کادر را در سرتاسر عکس جابجا می‌کند.

جلوهٔ کِن بِرنز (به انگلیسی: Ken Burns Effect) یک تکنیک تهیه فیلم از عکس می‌باشد، این روش بارها توسط فیلم ساز آمریکایی به نام «کن برنز» مورد استفاده قرار گرفت و او چندین فیلم با این روش تهیه کرد.
در این روش فیلم سازی، از یک عکس ساده با حرکت آهسته دوربین یا زوم کردن و عقب و جلو بردن آن فیلمی تهیه می‌شود. امروزه با استفاده از نرم‌افزارهای حرفه‌ای گرافیکی یا نرم‌افزارهای ویرایش فیلم به راحتی می‌توان این تکنیک را استفاده نموده، یکی از کاربردهای این تکنیک در ایجاد انیمیشن در اسلایدرها در طراحی سایت می‌باشد.

## استفاده
این روش معمولاً زمانی که فیلمی از یک واقعه در دسترس نباشد و فقط عکس یا عکس‌هایی از آن در دسترس باشد استفاده می‌شود.

## نمونه
- Georgie, 1956
- شب از زندگی مرده, ۱۹۶۸ به کارگردانی جورج رومرو
- Comic Book Confidential, 1988 به کارگردانی Ron Mann
- جنگ داخلیسه سال ۱۹۹۰ به کارگردانی کن برنز
- قدیمی Negro برنامه‌های فضایی, ۲۰۰۵